# Tài chính cá nhân
Tài chính cá nhân là việc quản lý tài chính mà mỗi cá nhân hoặc một gia đình thực hiện để lập hầu bao, tiết kiệm và chi tiêu các nguồn tiền mặt theo thời gian, có tính đến các rủi ro tài chính và các sự kiện trong tương lai. Khi lập kế hoạch tài chính cá nhân, cá nhân sẽ xem xét sự phù hợp với nhu cầu của mình về một loạt các sản phẩm ngân hàng (tài khoản tiết kiệm, vãng lai, thẻ tín dụng và các khoản cho vay tiêu dùng) hoặc đầu tư cá nhân (thị trường chứng khoán, trái phiếu, quỹ tương hỗ) và bảo hiểm (bảo hiểm nhân thọ, bảo hiểm y tế, bảo hiểm tai nạn) hoặc tham gia và giám sát các kế hoạch hưu trí, trợ cấp an sinh xã hội, và quản lý thuế thu nhập.

## Lịch sử
Trước khi chuyên ngành tài chính cá nhân được phát triển, nhiều chuyên ngành liên quan chặt chẽ đến nó, chẳng hạn như kinh tế gia đình, và kinh tế tiêu dùng đã được giảng dạy ở các trường khác nhau như là một phần của nền kinh tế gia đình trong hơn 100 năm. Các nghiên cứu sớm nhất được biết đến trong tài chính cá nhân đã được thực hiện vào năm 1920 bởi Hazel Kyrk. Bài luận văn của cô tại Đại học Chicago đã đặt nền móng cho kinh tế học tiêu dùng và kinh tế gia đình. Margaret Reid, giáo sư Kinh tế gia đình của cùng một trường đại học, được công nhận là một trong những người tiên phong trong nghiên cứu hành vi người tiêu dùng và hành vi của hộ gia đình.
Năm 1947, Herbert A. Simon, người đoạt giải Nobel, gợi ý rằng người ra quyết định không phải lúc nào cũng đưa ra quyết định tài chính tốt nhất vì nguồn lực giáo dục hạn chế và sở thích cá nhân. Năm 2009, Dan Ariely gợi ý cuộc khủng hoảng tài chính năm 2008 cho thấy con người không phải lúc nào cũng có những quyết định tài chính hợp lý và thị trường không nhất thiết phải tự điều chỉnh và khắc phục bất kỳ sự mất cân bằng nào trong nền kinh tế.

Vì vậy, giáo dục tài chính cá nhân là cần thiết để giúp một cá nhân hoặc một gia đình đưa ra quyết định tài chính hợp lý trong suốt cuộc đời của họ. Trước năm 1990, các nhà kinh tế học chính và giảng viên kinh doanh hầu như không quan tâm đến tài chính cá nhân. Tuy nhiên, một số trường đại học Mỹ như Đại học Brigham Young, Đại học Iowa State và Đại học San Francisco đã bắt đầu cung cấp các chương trình giáo dục tài chính trong cả hai chương trình đại học và sau đại học trong 30 năm qua. Các tổ chức này đã xuất bản một số tác phẩm trong các tạp chí như Tạp chí Tư vấn Tài chính và Kế hoạch và Tạp chí Tài chính Cá nhân. Nghiên cứu về tài chính cá nhân dựa trên một số lý thuyết như lý thuyết trao đổi xã hội và andragogy (học thuyết người lớn). Các tổ chức chuyên nghiệp như Hiệp hội khoa học gia đình và người tiêu dùng Hoa Kỳ và Hội đồng Mỹ về Quyền lợi Người tiêu dùng bắt đầu đóng một vai trò quan trọng trong việc phát triển lĩnh vực này từ những năm 1950 đến năm 1970. Việc thành lập Hiệp hội Giáo dục Kế hoạch và Tư vấn Tài chính (AFCPE) năm 1984 tại Đại học Bang Iowa và Học viện Dịch vụ Tài chính (AFS) năm 1985 đã đánh dấu một cột mốc quan trọng trong lịch sử tài chính cá nhân. Tham dự của hai hiệp hội chủ yếu đến từ các giảng viên và sinh viên tốt nghiệp từ các trường cao đẳng kinh doanh và kinh tế gia đình. AFCPE đã cung cấp một số giấy chứng nhận cho các chuyên gia trong lĩnh vực này như Tư vấn viên Tài chính (AFC) và Certified Counsellors Housing (CHC). Trong khi đó, AFS hợp tác với Certified Financial Planner (CFP Board).
Do những lo ngại về khả năng tài chính của người tiêu dùng đã tăng lên trong những năm gần đây, đã có nhiều chương trình giáo dục xuất hiện, cung cấp cho nhiều đối tượng hoặc cho một nhóm người cụ thể như thanh niên và phụ nữ. Các chương trình giáo dục thường được gọi là "hiểu biết về tài chính". Tuy nhiên, không có chương trình giảng dạy chuẩn cho giáo dục tài chính cá nhân cho đến sau cuộc khủng hoảng tài chính năm 2008. Hội đồng Tư vấn của Tổng thống Hoa Kỳ về Khả năng Tài chính được thành lập năm 2008 nhằm khuyến khích sự hiểu biết về tài chính trong số người Mỹ. Nó cũng nhấn mạnh tầm quan trọng của việc phát triển một tiêu chuẩn trong lĩnh vực giáo dục tài chính.

## Lên kế hoạch tài chính cá nhân
Yếu tố chính của tài chính cá nhân là lập kế hoạch tài chính, đó là một quá trình năng động đòi hỏi giám sát thường xuyên và đánh giá lại. Nói chung, nó bao gồm 5 bước:
1. Đánh giá: Tình hình tài chính của một cá nhân được đánh giá bằng cách biên soạn các bản báo cáo tài chính đơn giản bao gồm bảng cân đối kế toán và báo cáo thu nhập. Bảng cân đối kế toán cá nhân liệt kê các giá trị của tài sản cá nhân (ví dụ: ô tô, nhà ở, quần áo, cổ phiếu, tài khoản ngân hàng) cùng với nợ cá nhân (ví dụ: nợ thẻ tín dụng, khoản vay ngân hàng, thế chấp). Bản kê khai thu nhập cá nhân liệt kê thu nhập cá nhân và chi phí.
2. Thiết lập mục tiêu: Có nhiều mục tiêu phổ biến, bao gồm cả sự kết hợp các mục tiêu ngắn và dài hạn. Ví dụ, mục tiêu dài hạn là "nghỉ hưu ở tuổi 65 với giá trị ròng cá nhân là $ 1,000,000", trong khi mục tiêu ngắn hạn là "tiết kiệm cho máy tính mới trong tháng tới". Thiết lập các mục tiêu tài chính giúp định hướng kế hoạch tài chính. Thiết lập mục tiêu được thực hiện với mục đích đáp ứng các yêu cầu tài chính cụ thể.
3. Lập kế hoạch: Kế hoạch tài chính chi tiết làm thế nào để hoàn thành các mục tiêu. Nó có thể bao gồm, ví dụ, giảm các chi phí không cần thiết, tăng thu nhập từ việc làm hoặc đầu tư vào thị trường chứng khoán.
4. Thực hiện: Thực hiện một kế hoạch tài chính thường đòi hỏi kỷ luật và sự kiên trì. Nhiều người nhận được sự trợ giúp từ các chuyên gia như kế toán, người lập kế hoạch tài chính, cố vấn tài chính và luật sư.
5. Giám sát và đánh giá lại: Theo thời gian, kế hoạch tài chính là theo dõi có thể điều chỉnh hoặc đánh giá lại.

Các mục tiêu tiêu biểu mà hầu hết người lớn và thanh thiếu niên phải trả hết nợ thẻ tín dụng / cho vay sinh viên / vay mua nhà / xe hơi, đầu tư vào quỹ hưu trí, đầu tư vào chi phí học đại học cho trẻ em, chi phí y tế.

## Các nguyên tắc
Các hoàn cảnh cá nhân khác nhau đáng kể, liên quan đến mô hình thu nhập, của cải và nhu cầu tiêu dùng. Luật thuế và tài chính cũng khác nhau giữa các quốc gia, và điều kiện thị trường thay đổi theo địa lý và theo thời gian. Điều này có nghĩa là những lời khuyên thích hợp cho một người có thể không phù hợp với người khác. Một chuyên gia tư vấn tài chính có thể đưa ra những lời khuyên cá nhân trong những tình huống phức tạp cho những cá nhân giàu có, nhưng giáo sư Harold Pollack của trường Đại học Chicago và nhà văn tài chính cá nhân, Helaine Olen, cho rằng ở Hoa Kỳ lời khuyên về tài chính cá nhân tốt đã dẫn đến một vài điểm đơn giản:
- Thanh toán số dư thẻ tín dụng của bạn mỗi tháng, đầy đủ
- Tiết kiệm 20% của thu nhập của bạn
- Tối đa hóa đóng góp cho các quỹ ưu đãi thuế như quỹ hưu trí 401(k), tài khoản hưu trí cá nhân và kế hoạch tiết kiệm giáo dục 529
- Khi đầu tư tiền tiết kiệm:
  - Không cố gắng giao dịch từng mã chứng khoán riêng lẻ
  - Tránh các quỹ có phí cao và quản lý tích cực
  - Tìm kiếm các quỹ tương hỗ có chi phí thấp, đa dạng cao giúp cân bằng giữa rủi ro và lợi nhuận tương ứng với năm nghỉ hưu của bạn
- Nếu sử dụng một cố vấn tài chính, yêu cầu họ cam kết thực hiện nghĩa vụ ủy thác để hành động vì lợi ích tốt nhất của bạn
- Ủng hộ cho các chương trình bảo hiểm xã hội của chính phủ

Các giới hạn được quy định bởi luật pháp có thể khác nhau ở mỗi quốc gia; trong mọi trường hợp tài chính cá nhân không nên bỏ qua các nguyên tắc hành vi đúng đắn: mọi người không nên gắn kết với ý tưởng về tiền bạc, đạo đức khi bị khiển trách, và khi đầu tư, cần duy trì tầm nhìn dài hạn trung hạn tránh rủi ro về lợi tức kỳ vọng của đầu tư.

## Các lĩnh vực chính
Các lĩnh vực chính của kế hoạch tài chính cá nhân, theo đề xuất của Hội đồng Tiêu chuẩn Hoạch định Tài chính, là:
1. Vị thế tài chính: quan tâm đến sự hiểu biết về các nguồn lực cá nhân hiện có bằng cách kiểm tra giá trị thực và dòng tiền mặt của hộ gia đình. Giá trị ròng là bảng cân đối của một người, tính bằng cách cộng tất cả các tài sản dưới sự kiểm soát của người đó trừ đi tất cả các khoản nợ của hộ gia đình tại một thời điểm. Dòng tiền mặt của hộ gia đình tổng cộng tất cả các nguồn thu nhập mong muốn trong vòng một năm trừ đi tất cả các chi phí dự kiến trong cùng một năm. Từ phân tích này, người lập kế hoạch tài chính có thể xác định mức độ và thời điểm nào các mục tiêu cá nhân có thể được thực hiện.
2. Bảo vệ đầy đủ: hoặc bảo hiểm, phân tích làm thế nào để bảo vệ một hộ gia đình khỏi những rủi ro không lường trước được. Những rủi ro này có thể được chia thành trách nhiệm, tài sản, tử vong, tàn tật, sức khoẻ và chăm sóc lâu dài. Một số trong những rủi ro này có thể được tự bảo hiểm trong khi hầu hết sẽ yêu cầu mua một hợp đồng bảo hiểm. Xác định bao nhiêu bảo hiểm để có được, với chi phí hiệu quả nhất đòi hỏi kiến thức về thị trường bảo hiểm cá nhân. Chủ doanh nghiệp, chuyên gia, vận động viên và nghệ sĩ yêu cầu các chuyên gia bảo hiểm chuyên nghiệp để bảo vệ bản thân họ một cách đầy đủ. Vì bảo hiểm cũng được hưởng một số lợi ích về thuế, việc sử dụng các sản phẩm đầu tư bảo hiểm có thể là một phần quan trọng trong kế hoạch đầu tư tổng thể.
3. Kế hoạch thuế: Thông thường, thuế thu nhập là chi phí lớn nhất trong một hộ gia đình. Quản lý thuế không phải là một câu hỏi liệu các khoản thuế sẽ được thanh toán hay không, và khi nào và bao nhiêu. Chính phủ có nhiều ưu đãi dưới hình thức giảm thuế và tín dụng, có thể được sử dụng để giảm gánh nặng thuế suốt đời. Hầu hết các chính phủ hiện đại đều sử dụng thuế lũy tiến. Thông thường, khi thu nhập của một người tăng lên, phải trả một mức thuế cận biên cao hơn. Hiểu được làm thế nào để tận dụng lợi thế của vô số nghỉ thuế khi lập kế hoạch tài chính cá nhân của bạn có thể tạo ra một tác động đáng kể.
4. Mục tiêu đầu tư và tích lũy: lập kế hoạch tích lũy đủ tiền để mua sắm lớn và các sự kiện trong cuộc sống là điều mà hầu hết mọi người cho là kế hoạch tài chính. Những lý do chính để tích lũy tài sản bao gồm, mua nhà hoặc xe hơi, bắt đầu kinh doanh, trả chi phí giáo dục và tiết kiệm để nghỉ hưu.
Đạt được những mục đích này đòi hỏi phải dự kiến những gì họ sẽ chi phí, và khi cần rút vốn. Một rủi ro lớn đối với hộ gia đình trong việc đạt được mục tiêu tích lũy là tỷ lệ tăng giá theo thời gian hoặc lạm phát. Sử dụng các tính toán giá trị hiện tại ròng, nhà lập kế hoạch tài chính sẽ đề xuất một sự kết hợp của việc phân bổ tài sản và tiết kiệm thường xuyên để đầu tư vào một loạt các khoản đầu tư. Để vượt qua tỷ lệ lạm phát, danh mục đầu tư phải có tỷ suất lợi nhuận cao hơn, điển hình sẽ khiến danh mục đầu tư phải đối mặt với một số rủi ro. Quản lý rủi ro danh mục đầu tư thường được thực hiện thông qua việc phân bổ tài sản, nhằm đa dạng hóa rủi ro và cơ hội đầu tư. Việc phân bổ tài sản này sẽ quy định một khoản phân bổ phần trăm được đầu tư vào cổ phiếu, trái phiếu, tiền mặt và các khoản đầu tư thay thế. Việc phân bổ cũng nên xem xét hồ sơ rủi ro cá nhân của mỗi nhà đầu tư, vì thái độ của rủi ro thay đổi từ người này sang người khác.
5. Lập kế hoạch nghỉ hưu là quá trình hiểu được chi phí sinh hoạt khi nghỉ hưu, và lập kế hoạch phân phối tài sản để đáp ứng bất kỳ sự thiếu hụt thu nhập nào. Các phương pháp về kế hoạch nghỉ hưu bao gồm lợi dụng cơ cấu được chính phủ cho phép để quản lý thuế bao gồm: các cấu trúc cá nhân (IRA) hoặc kế hoạch hưu bổng do nhà tuyển dụng tài trợ.
6. Lập kế hoạch bất động sản bao gồm việc lên kế hoạch cho việc định đoạt tài sản của một người sau khi chết. Thông thường, có một khoản thuế do chính phủ tiểu bang hoặc liên bang thực hiện khi một người chết. Tránh những khoản thuế này có nghĩa là nhiều tài sản của một người sẽ được phân phối cho những người thừa kế của họ. Một người có thể để tài sản của họ cho gia đình, bạn bè hoặc các nhóm từ thiện.
7. Trì hoãn sự hài lòng: Sự đáp lại chậm trễ, hoặc sự thỏa mãn trì hoãn là khả năng chống lại sự cám dỗ cho phần thưởng ngay lập tức và chờ đợi phần thưởng sau đó. Để tạo ra sự giàu có cá nhân, đây là một trong những chìa khóa..
8. Quản lý tiền mặt: Nó là linh hồn của kế hoạch tài chính của bạn, cho dù bạn là một nhân viên hoặc lập kế hoạch nghỉ hưu của bạn. Đó là điều cần thiết cho mọi người lập kế hoạch tài chính để biết mình phải tiêu tốn bao nhiêu tiền trước khi nghỉ hưu để có thể tiết kiệm được một khoản tiền đáng kể. Phân tích này là một lời cảnh báo vì nhiều người trong chúng ta nhận thức được thu nhập của mình nhưng rất ít người thực sự theo dõi chi phí của họ.
9. Xem xét lại Kế hoạch Tài chính được lập ra: Thường xuyên kiểm tra kế hoạch tài chính của bạn. Đánh giá kế hoạch tài chính hàng năm của bạn với chuyên gia giúp bạn giữ được vị trí tốt và thông báo về những thay đổi cần thiết, nếu có, trong nhu cầu hoặc hoàn cảnh cuộc sống của bạn. Bạn nên chuẩn bị tốt cho tất cả các quả bóng cong bất ngờ mà cuộc sống chắc chắn sẽ ném theo cách của bạn.
10. Kế hoạch Giáo dục: Với lãi suất ngày càng tăng của khoản vay của sinh viên, có một kế hoạch tài chính thích hợp tại chỗ là rất quan trọng. Cha mẹ thường muốn tiết kiệm cho con cái của họ nhưng kết thúc việc đưa ra các quyết định sai lầm, ảnh hưởng xấu đến tiền tiết kiệm. Chúng ta thường quan sát thấy rằng, nhiều bậc cha mẹ tặng quà cho con mình, hoặc vô tình gây nguy hiểm cho cơ hội để có được khoản trợ cấp rất cần thiết. Thay vào đó, chúng ta nên chuẩn bị cho con mình chuẩn bị cho tương lai và hỗ trợ họ về mặt tài chính trong quá trình học tập.

## Giáo dục, và công cụ

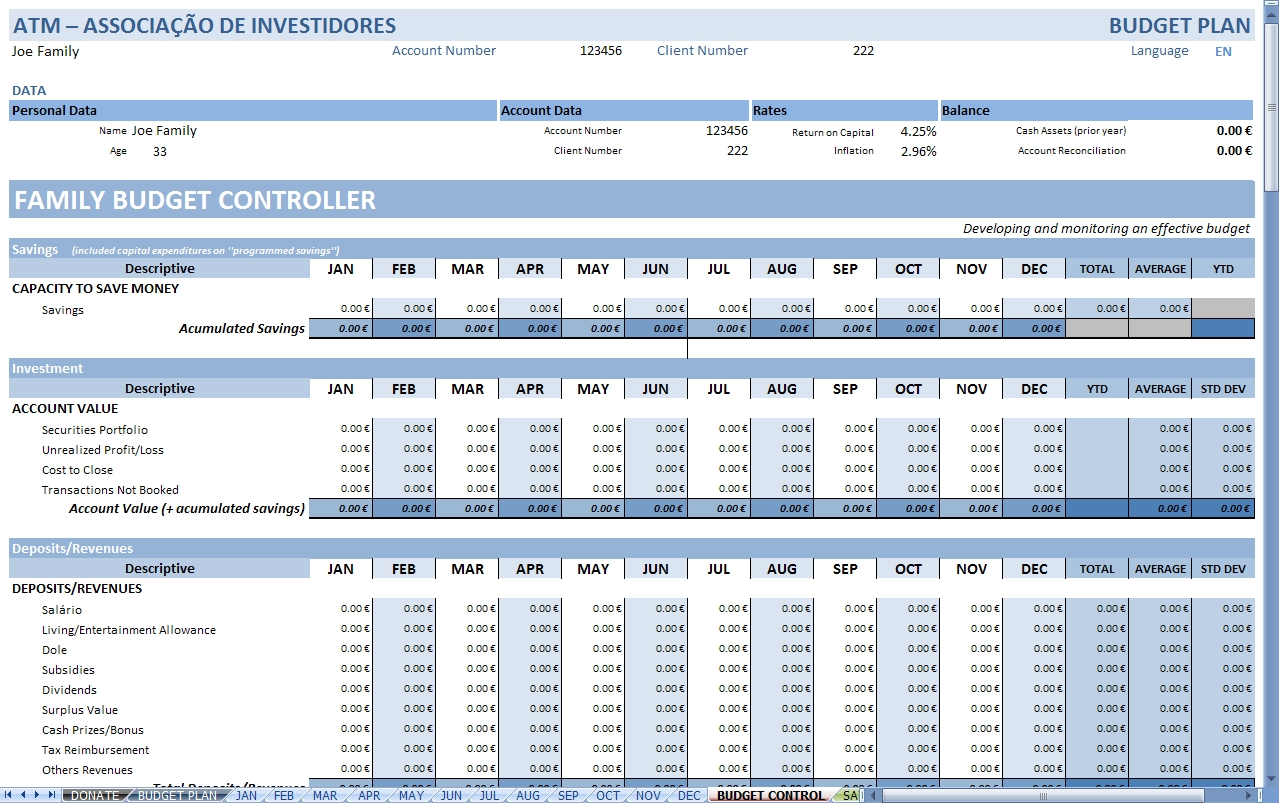
Một ví dụ của phần mềm kế hoạch ngân sách cá nhân.

Theo một cuộc khảo sát do Harris Interactive thực hiện, 99% người lớn đồng ý rằng tài chính cá nhân nên được giảng dạy trong các trường học. Các cơ quan tài chính và chính phủ liên bang Hoa Kỳ đã cung cấp các tài liệu giáo dục miễn phí trực tuyến cho công chúng. Tuy nhiên, theo một cuộc thăm dò của Bank of America, 42% người lớn đã không được khuyến khích trong khi 28% người lớn cho rằng tài chính cá nhân là một chủ đề khó vì có rất nhiều thông tin trực tuyến. Tính đến năm 2015, 17 trong số 50 tiểu bang ở Hoa Kỳ yêu cầu học sinh trung học phải học tài chính cá nhân trước khi tốt nghiệp. Hiệu quả của giáo dục tài chính đối với khán giả nói chung là gây tranh cãi. Ví dụ, một nghiên cứu của Bell, Gorin và Hogarth (2009) đã chỉ ra rằng những ai trải qua chương trình giáo dục tài chính có nhiều khả năng sử dụng một kế hoạch chi tiêu chính thức. Học sinh trung học có học thức tài chánh có nhiều khả năng có một tài khoản tiết kiệm với số tiền tiết kiệm thường xuyên, ít khoản thấu chi và có nhiều khả năng trả hết số dư thẻ tín dụng của họ. Tuy nhiên, một nghiên cứu khác của Cole và Shastry (Trường Kinh doanh Harvard, 2009) cho thấy không có sự khác biệt trong hành vi tiết kiệm của người dân ở các tiểu bang Hoa Kỳ với sự bắt buộc về tài chính và các tiểu bang không có giấy uỷ nhiệm.
Kiplinger xuất bản các tạp chí về tài chính cá nhân. Một vài công cụ phần mềm tài chính cá nhân đáng chú ý bao gồm Controle.Finance, CountAbout, Buxfer, Geezeo, Tài khoản Home, Moneyspire, GNUCash,Mint.com, Birch, Quicken, Wesabe, Moneydance và MoneyWiz.

## Khấu hao tài sản
Một điều cần cân nhắc với tài chính cá nhân và các mục tiêu ròng là khấu hao tài sản. Tài sản khấu hao là tài sản mất giá trị theo thời gian hoặc sử dụng. Một vài ví dụ sẽ là chiếc xe mà một người sở hữu, tàu thuyền, và các khoản chi vốn hoá. Họ làm tăng thêm giá trị cho cuộc sống của một người, nhưng mặt khác với các tài sản khác mà họ không kiếm tiền và nên là một nhóm của riêng họ. Trong thế giới kinh doanh, vì mục đích thuế và kế toán, chúng được khấu hao theo thời gian do cuộc sống hữu ích của họ hết. Đây được gọi là khoản khấu hao lũy kế và tài sản cuối cùng sẽ được thay thế.